# Josep Buch i Parera
Josep Buch i Parera (Barcelona, 8 de maig de 1902- Barcelona, 20 d'octubre de 1991) fou un excursionista, historiador local i arxiver català.

## Biografia
Josep Buch i Parera va néixer a la Vila de Gràcia, fill de Josep Buch i Fortuny, també de la Vila de Gràcia, i de Teresa Parera i Casanova, nascuda a Olesa de Montserrat. Un diumenge de maig de l’any 1917, en un banc de la Plaça de la Vila de Gràcia, va crear, juntament amb Jaume Martorell i Agustí Sobrevia, el club de muntanya Club Excursionista Mai Enrere, antecedent del Club Excursionista de Gràcia. El nou club quedaria registrat oficialment el 13 de gener de 1922. Més endavant, el 1924, el nom de Club Excursionista de Gràcia seria assumit per l’entitat per esquivar la castellanització imposada per la dictadura de Primo de Rivera i no veure’s obligats a posar Nunca Atràs per Mai Enrere. Josep Buch i Parera va ser el primer president de l’entitat.
El 1924 va participar també de la creació de la revista i butlletí del nou club: la revista Mai Enrere. Hi arribaria a escriure fins a 46 articles. En el seu vessant d’arxiver, i encoratjat per Eudald Canivell, el 1927 va crear la Secció d'Estudis i l'Arxiu Històric de Gràcia. Amb aquest arxiu pretenia aplegar tot allò que fes referència a la història de Gràcia. Fins poc abans de morir, Josep Buch i Parera va ser l’ànima d’aquest arxiu. Així mateix va assumir les funcions de bibliotecari del club. Més endavant el Club Excursionista de Gràcia va fer donació d'aquest valuós fons a l'Ajuntament de Barcelona que el va dipositar a la Biblioteca Jaume Fuster. La seva tasca d’estudi d’arxius li va valer també la implicació en la salvaguarda de fons de gran vàlua durant la Guerra Civil del 1936.  Fou llavors, gràcies a ell, que es va salvar per exemple el famós Calaix de Sastre del Baró de Maldà.
Com a excursionista va fer nombroses ascensions arreu de Catalunya i al Pirineu, a més de la pràctica de l’escalada, com una de les primeres ascensions a la Castellassa de Can Torres del 12 de setembre de 1926. El darrer cim emblemàtic del Pirineu que va pujar fou el Bastiments amb 74 anys, cim que havia assolit per primer cop amb 18.
Així mateix fou un dels primers impulsors del càmping a Catalunya i membre fundador de la Federació Internacional de Càmping i Caravàning. El 1933 va assistir, en companyia de tres altres socis de l’entitat, al I Congrés de la Federació Internacional de Càmping que se celebrava a Londres. Allí va conèixer lord Baden Powell. Això va permetre que fos un dels organitzadors del IV congrés internacional a Caldes de Montbui que es va fer el 1936.
Joep Buch i Parera fou també un col·leccionista empedreït de temes montserratins. Al llarg de la seva vida, impulsà una col·lecció d’objectes montserratins (postals, fotografies, cartells, diaris, plaques de vidre, goigs, caixes de fulletons...) que fou adquirida per l'Abadia de Montserrat als anys 90 del segle xx. Amb el nom de “Col·lecció Montserratina de Josep Buch i Parera” l’any 2018 la biblioteca de Montserrat la va incorporar al Catàleg Col·lectiu de les Universitats de Catalunya (CCUC).
En la seva faceta d'escriptor i montserratí, el 1982, i editat pel Club Excursionista de Gràcia, va publicar el llibre El Cavall Bernat de Montserrat (1982), amb un compendi de les primeres escalades, i el 1986, amb Editorial Dalmau, Els castells de Montserrat. L’any 2003 els membres del Taller d’història de Gràcia Carme Segura i Capellades, Eduard Farré i Olivé i Esteve Camps i Sala, publicaren el llibre Les places de Gràcia. Impressions de Josep Buch, que representa la recuperació i la posada al dia dels seus apunts sobre les places de la vila de Gràcia.

## Reconeixements
El 1987 va rebre la Medalla de Forjador de la Direcció General de l'Esport de la Generalitat de Catalunya i el 1991 la Creu de Sant Jordi en reconeixement de la seva dedicació al món de l'excursionisme per haver esdevingut un exemple de formació cívica i de catalanitat, i per la seva intensa activitat en la recuperació, la defensa i la difusió del patrimoni històric i cultural de Catalunya.  Ha rebut altres reconeixements com el 2002 a la seu del districte de Gràcia de Barcelona en commemoració del centenari del seu naixement.  El Club Excursionista de Gràcia també va crear un cicle d’audiovisuals que porta el seu nom.